# Trichlor(ethyl)silan
Trichlor(ethyl)silan ist eine chemische Verbindung aus der Gruppe der siliciumorganischen Verbindungen.

## Gewinnung und Darstellung
Trichlor(ethyl)silan kann durch Reaktion von Ethen mit Trichlorsilan oder Ethin mit Trichlorsilon in Gegenwart eines Peroxid-Katalysators gewonnen werden.
{\displaystyle {\ce {C2H4 + HSiCl3 -> C2H5SiCl3}}}

## Eigenschaften
Trichlor(ethyl)silan ist eine leicht flüchtige, leicht entzündbare, farblose Flüssigkeit mit stechendem Geruch, die sich in Wasser zersetzt. Sie zersetzt sich bei Erhitzung.

## Verwendung
Trichlor(ethyl)silan wird zur Herstellung von Siliconpolymeren verwendet. Durch Hydrierung mit Lithiumaluminiumhydrid kann Ethylsilan hergestellt werden:
{\displaystyle {\ce {4 C2H5SiCl3 + 3 LiAlH4 -> 4 C2H5SiH3 + 3 LiCl + 3 AlCl3}}}

## Sicherheitshinweise
Die Dämpfe von Trichlor(ethyl)silan können mit Luft ein explosionsfähiges Gemisch (Flammpunkt 14 °C, Zündtemperatur 385 °C) bilden.